# 越南似鱎
越南似鱎（学名：Toxabramis hotayensis）为輻鰭魚綱鯉形目鯝科似鱎屬的其中一種，該物種為熱帶淡水魚類，分布於亞洲越南淡水流域，棲息在中底層水域，生活習性不明。